# 尼格尔·皮尔逊
尼祖·格拉咸·皮雅臣（英語：Nigel Graham Pearson，1963年8月21日—）出生於英格蘭東米德蘭茲諾丁漢郡的诺丁汉，是一名前職業足球員，司職後衛，退役後擔任領隊，之前任教英超球會莱斯特城。
皮雅臣於球員時期曾效力梳士貝利、錫周三及米杜士堡。退役後轉向教練工作發展，首先出任卡素爾的領隊，其後加入多支大球隊的教練團，曾在西布朗、英格蘭U21及紐卡素擔任助理領隊，並在領隊出缺時暫代職務，其後執教修咸頓、侯城及兩度效力莱斯特城。

## 榮譽

### 球員
錫周三
- 英格蘭聯賽盃冠軍：1990/91年；

米杜士堡
- 英格蘭甲組足球聯賽冠軍：1994/95年；
- 英格蘭足總盃亞軍：1996/97年；
- 英格蘭聯賽盃亞軍：1996/97年、1997/98年；

### 領隊
李斯特城
- 英格蘭足球甲級聯賽冠軍：2008–09年；
- 英格蘭足球冠軍聯賽冠軍：2013–14年

## 外部連結
- 足球資料庫：尼祖·皮雅臣的領隊統計數據